# لوريس أباتي
لوريس أباتي (بالإيطالية: Loris Abate)‏ هو مصمم أزياء إيطالي، ولد في 1928 في مانتوفا في إيطاليا.